# ماریام شنگلیا
ماریام شنگلیا (انگلیسی: Mariam Shengelia; گرجی: მარიამ შენგელია؛ زادهٔ ۱۴ مه ۲۰۰۲) خوانندهٔ اهل گرجستان است. او نمایندهٔ گرجستان در یوروویژن ۲۰۲۵ بود و با ترانهٔ «آزادی» (Freedom) در این رقابت شرکت کرد. شنگلیا عضو گروه موسیقی گرجی Mix2ura است.

## اوایل زندگی
ماریام شنگلیا در ۱۴ مه ۲۰۰۲ در سامگرلو، گرجستان زاده شد، اما تا سن ۱۰ سالگی در تفلیس، پایتخت گرجستان، رشد یافت. پس از آن، همراه با خانواده‌اش به زوگدیدی، گرجستان نقل مکان کرد. او از دوران کودکی به خوانندگی و اجرا علاقه‌مند شد. شنگلیا در کنسرواتوار دولتی تفلیس تحصیل کرد و در رشته‌های اجرای آواز و تئوری موسیقی آموزش دید. تأثیرات موسیقایی اولیهٔ او طیفی از سبک‌ها از جمله پاپ، سول و جاز را دربر می‌گرفت.